# Konzessionsentscheidung
Eine Konzessionsentscheidung (lateinisch concedere ‚zugestehen‘) ist ein subjektives Werturteil einer meist im Sport getroffenen Schiedsrichterentscheidung im Zusammenhang mit einer zuvor getroffenen umstrittenen Tatsachenentscheidung. Dabei wird unterstellt, dass der Schiedsrichter die zuvor getroffene umstrittene oder fehlerhafte Entscheidung, der er sich zwischenzeitlich bewusst geworden ist, durch eine weitere ungerechte oder fehlerhafte Entscheidung zugunsten der betroffenen Mannschaft zu korrigieren versucht.
Die Entscheidungsfindung des Schiedsrichters ist noch nicht eingehend erforscht, so dass durch Schiedsrichterschulungen Fehlentscheidungen entgegengewirkt werden soll.
Durch den technischen Fortschritt und daraus folgend die Einführung des Video-Assistenten zur sofortigen Überprüfung wichtiger fragwürdiger Entscheidungen, besteht die Hoffnung, dass Konzessionsentscheidungen in den Spitzenwettbewerben des Sports weniger häufig auftreten. Daher könnten Diskussionen darüber in Zukunft verstärkt ausbleiben, da Schiedsrichter ihre Entscheidungen nicht mehr nachträglich versuchen müssen zu korrigieren.